# Josie Dew
Josie Dew (7 januari 1966) is een Brits schrijfster van reisverhalen.
Ze reist per fiets de wereld rond en over haar belevenissen schrijft ze verhalen. Ter ondersteuning van het verhaal maakt ze gebruik van zelfgemaakte foto's en tekeningen.
Ze heeft naar eigen zeggen 740.000 kilometer afgelegd door zes continenten en 49 landen.
Omdat Dew enkele jaren geleden een gezin stichtte, zijn haar schrijfactiviteiten tijdelijk opgeschort. 

## Boeken
- De wind in mijn wielen (1992, over haar reis door Europa, Marokko, India en de Sahara)
- In alle staten: fietsen door Amerika (1994)
- Een gaijin op de fiets: reizen door Japan (1999)
- De zon in mijn ogen: de Japanse eilanden per fiets (2001)
- Alle remmen los (2004, over fietsen door Engeland)
- In volle vaart (2004, over fietsen door Wales)